# 中能登町
中能登町（なかのとまち）は、石川県の能登半島中部にある町。南は羽咋市、西は志賀町、北は七尾市、東は氷見市と接している。

## 地理

### 自然地理
- 山
  - 石動山(564m) 最高峰・最高地点
  - 柴山(513m)
  - 碁石ヶ峰(461m)
  - 眉丈山(188m)
- 河川
  - 長曽川（ながそがわ）
  - 二宮川（にのみやがわ）

### 隣接する自治体
- 石川県
  - 七尾市
  - 羽咋市
  - 羽咋郡：志賀町
- 富山県
  - 氷見市

## 沿革
- 2005年3月1日 - 鹿島郡鳥屋町、鹿島町及び鹿西町を廃し、その区域をもって鹿島郡中能登町を設置する[1]。平成の大合併で新設された石川県の町は、中能登町を含め3つ新設されたが、3町のうち宝達志水町及び能登町は「ちょう」と読むものの、当町は「まち」と読む。
- 2024年1月1日 - 令和6年能登半島地震で震度6弱を観測。多数の住宅被害が発生[2]。

## 人口
| |                                          |  |
| 中能登町と全国の年齢別人口分布（2005年） | 中能登町の年齢・男女別人口分布（2005年） |  |
| ■紫色 ― 中能登町 ■緑色 ― 日本全国 | ■青色 ― 男性 ■赤色 ― 女性                |  |
| 中能登町（に相当する地域）の人口の推移 \| 1970年（昭和45年） \| 23,181人 \| \| \| 1975年（昭和50年） \| 22,639人 \| \| \| 1980年（昭和55年） \| 22,475人 \| \| \| 1985年（昭和60年） \| 22,058人 \| \| \| 1990年（平成2年） \| 20,678人 \| \| \| 1995年（平成7年） \| 19,716人 \| \| \| 2000年（平成12年） \| 19,149人 \| \| \| 2005年（平成17年） \| 18,959人 \| \| \| 2010年（平成22年） \| 18,535人 \| \| \| 2015年（平成27年） \| 17,571人 \| \| \| 2020年（令和2年） \| 16,540人 \| \| |                                          |  |
| 総務省統計局 国勢調査より |                                          |  |
| 1970年（昭和45年） | 23,181人                                 |  |
| 1975年（昭和50年） | 22,639人                                 |  |
| 1980年（昭和55年） | 22,475人                                 |  |
| 1985年（昭和60年） | 22,058人                                 |  |
| 1990年（平成2年） | 20,678人                                 |  |
| 1995年（平成7年） | 19,716人                                 |  |
| 2000年（平成12年） | 19,149人                                 |  |
| 2005年（平成17年） | 18,959人                                 |  |
| 2010年（平成22年） | 18,535人                                 |  |
| 2015年（平成27年） | 17,571人                                 |  |
| 2020年（令和2年） | 16,540人                                 |  |

## 行政

### 町長
| 代 | 人 | 氏名     | 就任                     | 退任                     | 備考                       |
| -- | -- | -------- | ------------------------ | ------------------------ | -------------------------- |
|    |    | 宮川惣輔 | 2005年（平成17年）3月1日 | 2005年（平成17年）4月2日 | 町長職務執行者、旧鹿西町長 |
| 1  | 1  | 杉本栄蔵 | 2005年（平成17年）4月3日 | 2009年（平成21年）4月2日 |                            |
| 2  | 1  | 杉本栄蔵 | 2009年（平成21年）4月3日 | 2013年（平成25年）4月2日 |                            |
| 3  | 1  | 杉本栄蔵 | 2013年（平成25年）4月3日 | 2017年（平成29年）4月2日 |                            |
| 4  | 1  | 杉本栄蔵 | 2017年（平成29年）4月3日 | 2021年（令和3年）4月2日  |                            |
| 5  | 2  | 宮下為幸 | 2021年（令和3年）4月3日  | 2025年（令和7年）4月2日  | 元中能登町議会議員         |
| 6  | 2  | 宮下為幸 | 2025年（令和7年）4月3日  | 現職                     |                            |

- 町長 - 宮下　為幸（みやした・ためゆき）

### 町役場
分庁方式を採用している。
中能登町役場 総務庁舎
総務関係部署
中能登町末坂9部46番地（〒929-1792）。
中能登町役場 行政サービス庁舎
福祉、農林土木関係部署
中能登町能登部下91部23番地。
生涯学習センター ラピア鹿島
教育関係部署
中能登町井田に部50番地
合併直後は旧町の役場をそれぞれ鳥屋庁舎、鹿島庁舎（中能登町井田4部1番地）、鹿西庁舎（中能登町能登部下85部）として利用されていたが、鳥屋庁舎は2021年2月1日に総務庁舎に改称され、他2庁舎は老朽化のため2021年1月29日に閉庁した。

## 議会

### 中能登町議会
- 定数：12人
- 任期：2019年4月30日 - 2023年4月29日[4]
- 議長：作間七郎
- 副議長：諏訪良一

### 石川県議会
- 選挙区：鹿島郡選挙区
- 定数：1人
- 任期：2019年4月30日 - 2023年4月29日
- 投票日：2019年4月7日
- 当日有権者数：15,129人
- 投票率：69.03％

| 候補者名   | 当落 | 年齢 | 党派名     | 新旧別 | 得票数  |
| ---------- | ---- | ---- | ---------- | ------ | ------- |
| 岡野定隆志 | 当   | 48   | 国民民主党 | 新     | 5,180票 |
| 山田省悟   | 落   | 71   | 自由民主党 | 現     | 5,154票 |

### 衆議院
- 選挙区：石川3区（七尾市、輪島市、珠洲市、羽咋市、かほく市、津幡町、内灘町、志賀町、宝達志水町、中能登町、穴水町、能登町）
- 任期：2021年10月31日 - 2025年10月30日
- 投票日：2021年10月31日
- 当日有権者数：243,618人
- 投票率：66.09％

| 当落 | 候補者名 | 年齢 | 所属党派   | 新旧別 | 得票数   | 重複 |
| ---- | -------- | ---- | ---------- | ------ | -------- | ---- |
| 当   | 西田昭二 | 52   | 自由民主党 | 前     | 80,692票 | ○    |
| 比当 | 近藤和也 | 47   | 立憲民主党 | 前     | 76,747票 | ○    |
|      | 倉知昭一 | 85   | 無所属     | 新     | 1,588票  |      |

## 経済

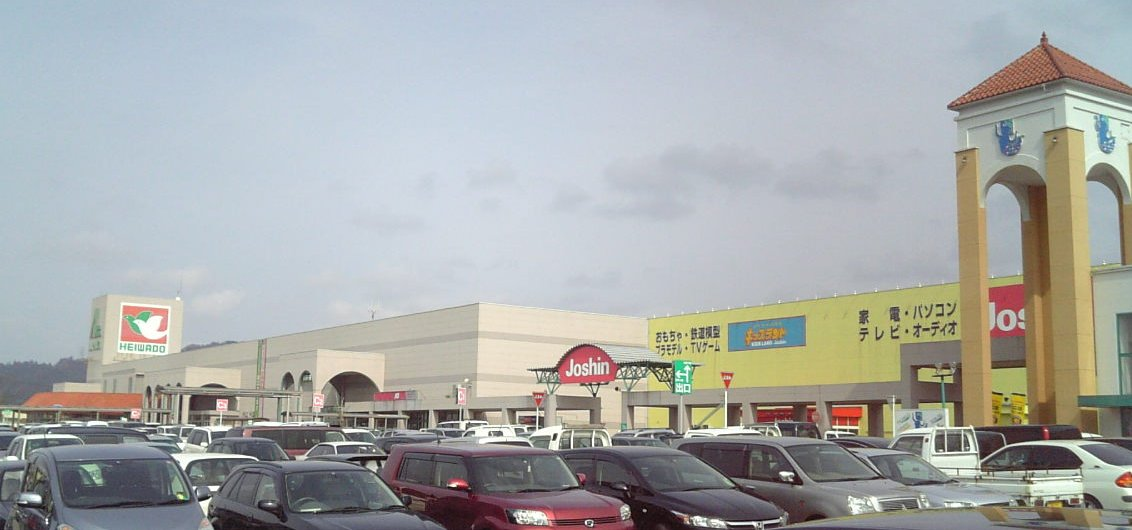
アル・プラザ鹿島

### 産業
主な事業所
- 丸井織物
- 鹿島興亜電工 - （KOAの関連企業）
- 不二製油石川工場

商業施設
- アル・プラザ鹿島 - ショッピングセンター

## 地域

### 学校教育

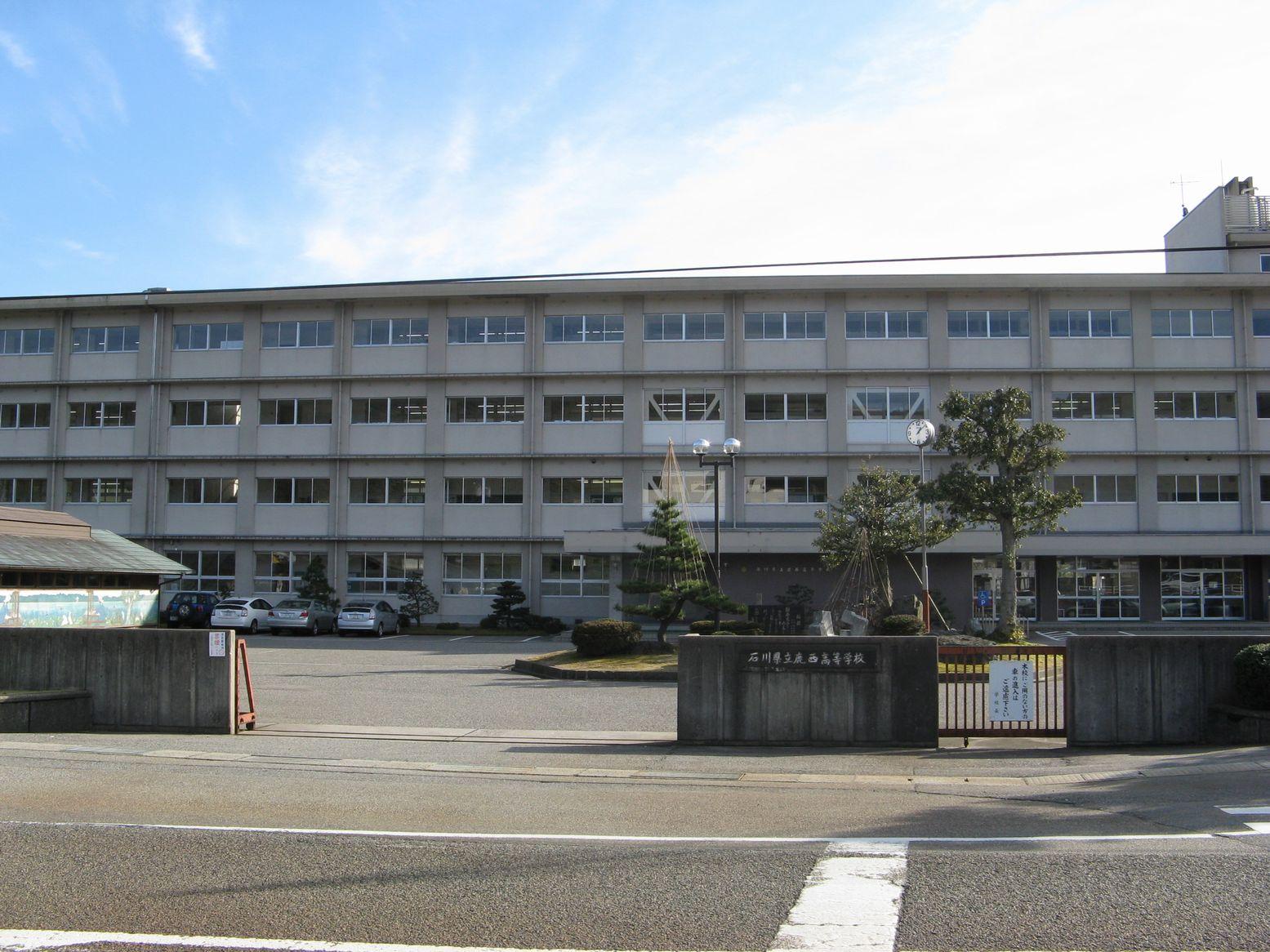
鹿西高等学校

#### 高等学校
- 石川県立鹿西高等学校

#### 中学校
- 中能登町立中能登中学校

#### 小学校
- 中能登町立鳥屋小学校
- 中能登町立鹿島小学校
- 中能登町立鹿西小学校

#### 過去に存在した学校
中学校
小学校

### 社会教育

#### 図書館
- 中能登町立
  - 鳥屋図書館　
  - 鹿島図書館
  - 鹿西図書館

#### 博物館・美術館等
- 能登上布会館

## 交通

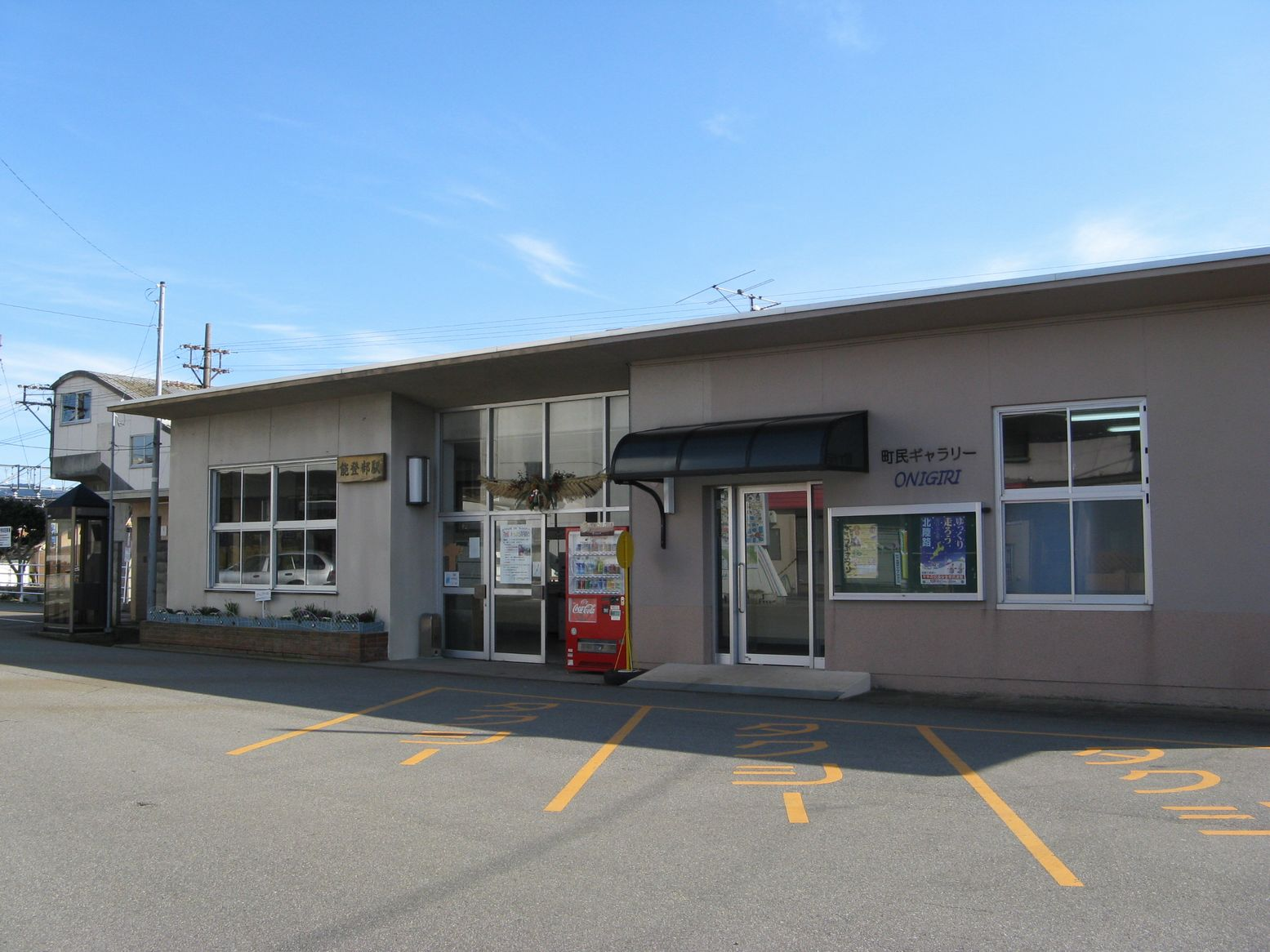
能登部駅

### 鉄道路線
- 西日本旅客鉄道（JR西日本）
  - 七尾線：金丸駅 - 能登部駅 - 良川駅 - 能登二宮駅

### 道路
- 一般国道
  - 国道159号
    - 鹿島バイパス
- 県道
  - 主要地方道
    - 石川県道2号七尾羽咋線
    - 石川県道18号氷見田鶴浜線
    - 石川県道46号志賀田鶴浜線

  - 一般県道
    - 石川県道112号良川停車場線
    - 石川県道234号函屋酒井線
    - 石川県道240号金丸金丸停車場線
    - 石川県道242号久江鹿西線
    - 石川県道244号七尾鹿島羽咋線
    - 石川県道250号能登部停車場線
    - 石川県道251号志賀鹿西線
    - 石川県道252号瀬戸春木線
    - 石川県道298号七尾鳥屋線
    - 石川県道304号鹿西氷見線
    - 石川県道325号良川磯辺線

### バス
- 北鉄能登バス

#### コミュニティバス
- ゆう友バス - 鳥屋地区
- かしま循環バス - 鹿島地区
- まほろば号 - 鹿西地区

## 観光

### 名所・旧跡
- 石動山（大宮坊、旧観坊）
- 不動滝
- 雨の宮古墳群（雨の宮古墳公園）
- 川田古墳群（古墳公園とりや）
- 小田中古墳群

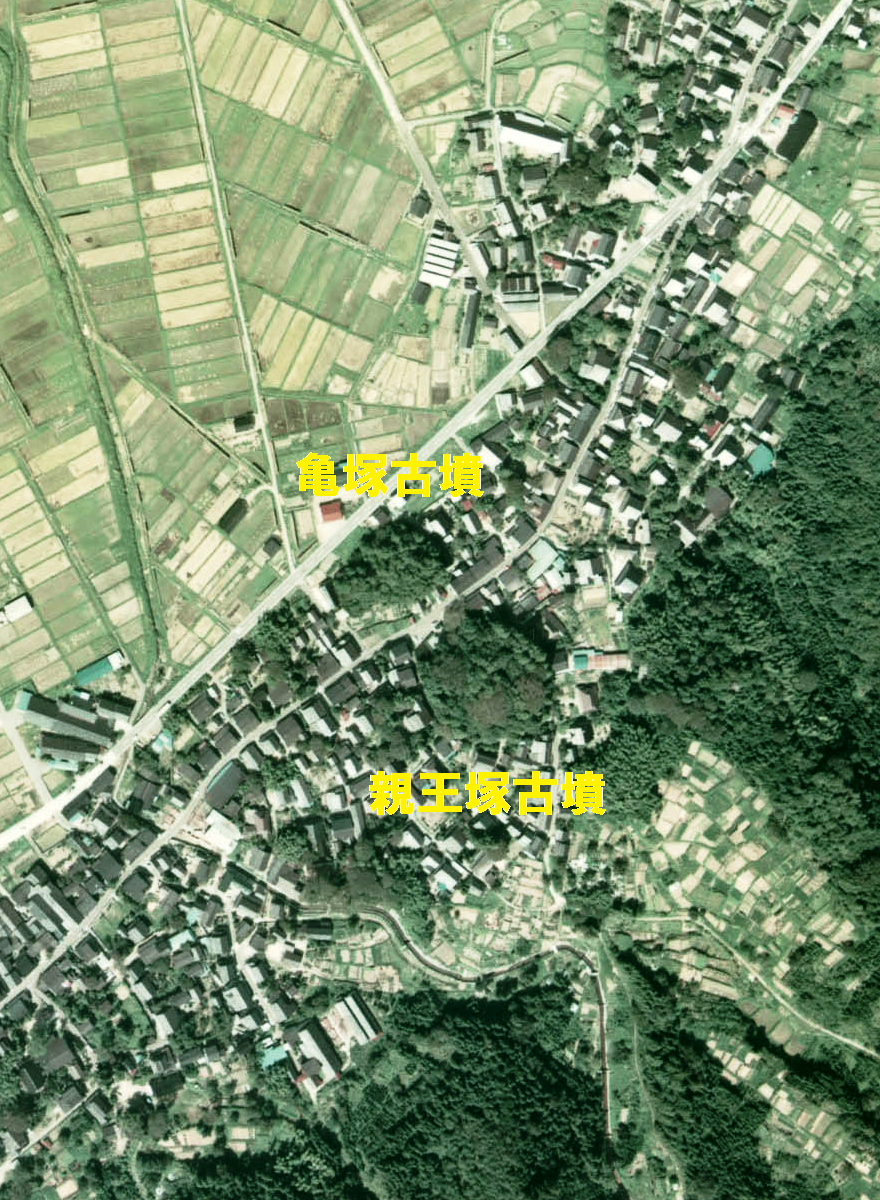
小田中にある親王塚古墳（円墳）、亀塚古墳（前方後方墳）（1975年）。

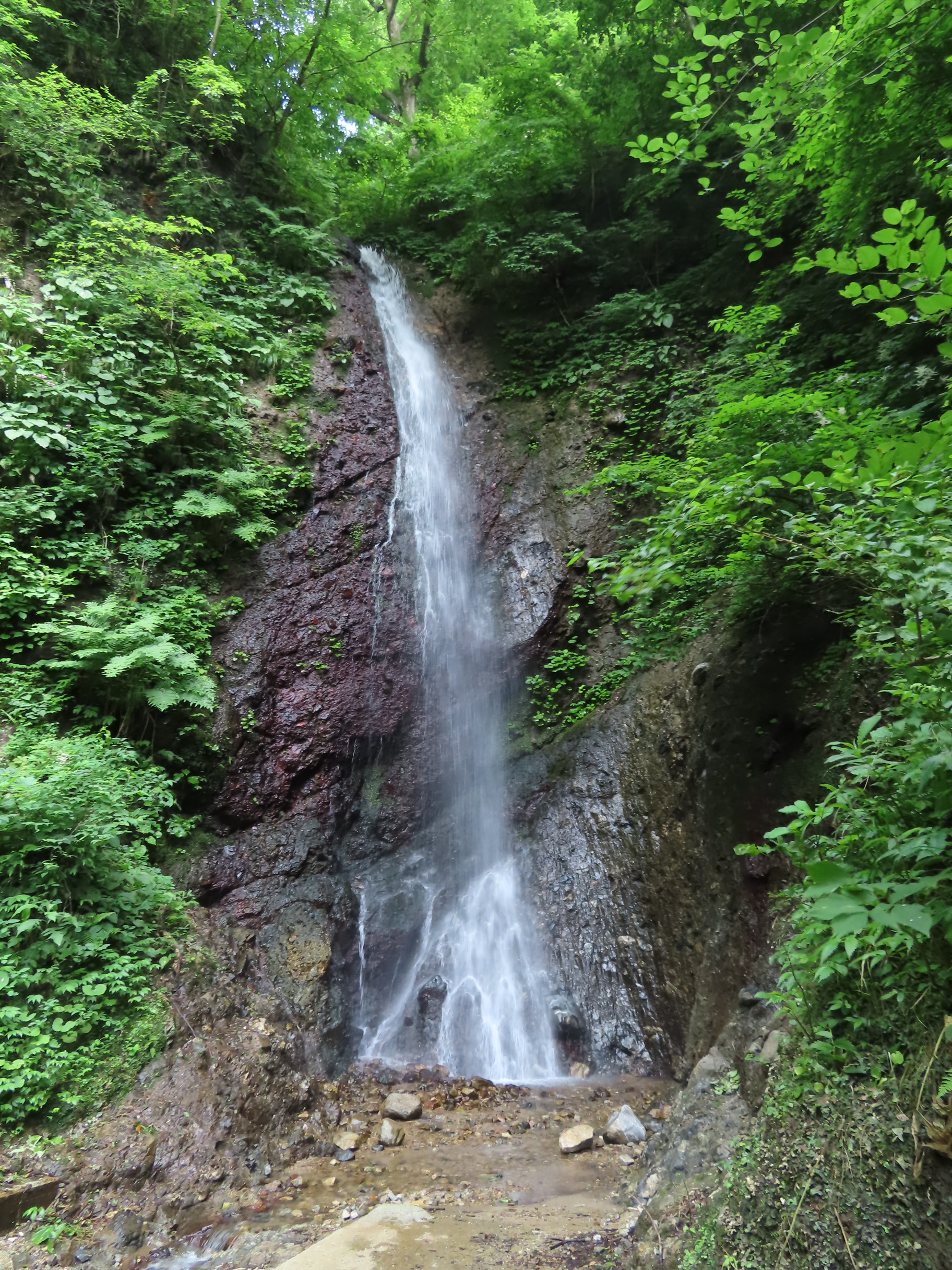
不動滝

- 杉谷チャノバタケ遺跡：鹿西町時代の1987年に日本最古とされる弥生時代のおにぎりの化石が発掘された[5][6]。
- 杉谷ガメ塚古墳
- 鹿島中学校桜並木
- 円光寺のキリシマツツジ
- 親王塚古墳（しんのうづかこふん）
- 道の駅織姫の里なかのと

## 著名な出身者
- 永源遙 （プロレスラー、大相撲力士）
- 近藤和也（衆議院議員）
- 神和住純（テニス選手）
- 田村和宏 (社会福祉学者)
- 鹿嶌嵜健太郎（大相撲力士）